# Доминирующая культура
Доминирующая культура — совокупность принятых в обществе социальных норм, поведения, языка, ценностей и религии. Эти признаки зачастую являются нормой для общества в целом. Доминирующая культура, как правило, достигает господства путём тотального контроля социальных институтов, таких как религия, брак, семья, образование, армия, коммуникации, художественная поп-культура и экономика, юридическое право и политическая активность.
Отмечено, что радикальные изменения в жизни общества, коренные преобразования в экономике и изменения социальной структуры под воздействием внешних факторов неразрывно связаны с идеологической деятельностью, цель которой доказать и защитить необходимость перемен и одновременно девальвировать ценности ликвидируемого общественного и политического порядка. В обществе прививается такая интерпретация прошлого, которая устраивает доминирующую социальную группу. Антигруппа  в данном случает стремится отстоять своё право на другую социальную память, отказываясь принимать  навязываемую извне амнезию.
Доминирующая культура может быть национальной или этнической в зависимости от сложности организации данного общества и количества населения страны. В то же время общество включает группы людей, которые развивают определённые культурные комплексы, характерные только для этих групп, такие группы называют субкультурами.
В истории культуры складываются такие ситуации, когда локальные комплексы ценностей социальных групп начинают претендовать на универсальность и противопоставлять себя фундаментальным принципам, доминирующим в культуре. В этом случае можно говорить о феномене контркультуры. Значение контркультуры для доминирующей культуры неоднозначно: с одной стороны протест против существующих норм может привести к ослаблению или исчезновению некоторых элементов культуры, с другой — изменения, происходящие в доминирующей культуре, приводят к её трансформации и обновлению.